# Llista de portes quàntiques

Fig.2 Porta quàntica : esquema de blocs general

Llista de portes quàntiques, és un seguit de portes lògiques més important segons la mecànica quàntica.

## Propietats de les portes quàntiques
- Les portes quàntiques són reversibles a diferència de les portes digitals.
- Les portes quàntiques es representen per matrius unitàries.
- Les portes quàntiques operen en espais d'un o dos qubits, igualment que les portes digitals.
- Una porta quàntica que opera sobre {\displaystyle k} qubits es representa mitjançant una matriu unitària de 2k x 2k amb files ortonormals.
- El nombre d'entrades a la porta quàntica ha de ser el mateix que el nombre de sortides.
- L'acció de la porta sobre l'estat quàntic específic es troba tot multiplicant el vector que representa l'estat per la matriu representant la porta quàntica.

## Porta quàntica amb 1 entrada
| Nom                       | Matriu | Símbol | Descripció |
| ------------------------- | --- | ------ | --- |
| Porta Hadamard            | {\displaystyle {\frac {1}{\sqrt {2}}}{\begin{pmatrix}1&1\\1&-1\end{pmatrix}}}                                                  |        | - Una entrada/una sortida. - Realitza una rotació de 180° sobre l'eix X i 90° sobre l'eix Y. Mirall de l'entrada complexa sobre els eixos X i Z.                                                                                   |
| Porta Pauli-X             | {\displaystyle {\begin{bmatrix}0&1\\1&0\end{bmatrix}}}                                                                         |        | - Una entrada/una sortida. - Realitza la funció inversió (NOT), equival a una rotació de 180° a l'esfera de Bloch al voltant de l'eix X. Reflexió de l'entrada complexa sobre l'eix X.                                             |
| Porta Pauli-Y             | {\displaystyle {\begin{bmatrix}0&-i\\-i&0\end{bmatrix}}}                                                                       |        | - Una entrada/una sortida. - Realitza la funció I (AND), equival a una rotació de 180° a l'esfera de Bloch al voltant de l'eix Y. Reflexió de l'entrada complexa sobre l'eix Y.                                                    |
| Porta Pauli-Z             | {\displaystyle {\begin{bmatrix}1&0\\0&-1\end{bmatrix}}}                                                                        |        | - Una entrada/una sortida. - Realitza la funció de salt de fase sobre {\displaystyle \|1\rangle }, el deixa a -{\displaystyle \|1\rangle }, {\displaystyle \|0\rangle } queda igual. Reflexió de l'entrada complexa sobre l'eix Z. |
| Porta de rotació X        | {\displaystyle {\frac {1}{\sqrt {2}}}\cdot {\begin{pmatrix}1&-i\\-i&1\end{pmatrix}}}                                           |        | - Una entrada/una sortida. - Realitza una rotació de 90° sobre l'eix X. |
| Porta de rotació Y        | {\displaystyle {\frac {1}{\sqrt {2}}}\cdot {\begin{pmatrix}1&-1\\1&1\end{pmatrix}}}                                            |        | - Una entrada/una sortida. - Realitza una rotació de 90° sobre l'eix Y. |
| Porta de rotació -X       | {\displaystyle {\frac {1}{\sqrt {2}}}\cdot {\begin{pmatrix}1&i\\i&1\end{pmatrix}}}                                             |        | - Una entrada/una sortida. - Realitza una rotació de -90° sobre l'eix X. |
| Porta de rotació -Y       | {\displaystyle {\frac {1}{\sqrt {2}}}\cdot {\begin{pmatrix}1&1\\-1&1\end{pmatrix}}}                                            |        | - Una entrada/una sortida. - Realitza una rotació de -90° sobre l'eix Y. |
| Porta S                   | {\displaystyle {\begin{pmatrix}1&0\\0&i\end{pmatrix}}}                                                                         |        | - Una entrada/una sortida. - Realitza una rotació de 90° sobre l'eix Z. |
| Porta T                   | {\displaystyle {\begin{pmatrix}1&0\\0&e^{\frac {i\pi }{4}}\end{pmatrix}}}                                                      |        | - Una entrada/una sortida. - Realitza una rotació de 45° sobre l'eix Z. |
| Porta de fase genèrica    | {\displaystyle {\begin{pmatrix}1&0\\0&e^{\frac {i\pi }{2^{k}}}\end{pmatrix}}}                                                  |        | - Una entrada/una sortida. - Realitza una rotació de π / 2 k sobre l'eix Z. |
| Porta unitària arbitrària | {\displaystyle {\begin{pmatrix}a&b\\-b^{*}&a^{*}\end{pmatrix}}}mit {\displaystyle \left\|a\right\|^{2}+\left\|b\right\|^{2}=1} |        | - Una entrada/una sortida. - Totes les propietats genèriques. |

## Porta quàntica amb 2 entrades
| Nom                                      | Matriu | Símbol | Descripció |
| ---------------------------------------- | --- | ------ | --- |
| Porta Inversora controlada (CNOT)        | {\displaystyle {\begin{pmatrix}1&0&0&0\\0&1&0&0\\0&0&0&1\\0&0&1&0\end{pmatrix}}} |        | - Dues entrades/dues sortides. - El primer qubit controla el segon qubit : quan el primer qubit és {\displaystyle \|1\rangle } inverteix el segon qubit. Si el primer qubit és {\displaystyle \|0\rangle } llavors no modifica el segon qubit. |
| Porta Intercanvi de node                 | {\displaystyle \left\|00\right\rangle \to \left\|00\right\rangle }{\displaystyle \left\|01\right\rangle \to \left\|10\right\rangle } {\displaystyle \left\|10\right\rangle \to \left\|01\right\rangle } {\displaystyle \left\|11\right\rangle \to \left\|11\right\rangle } |        | - Dues entrades/dues sortides. - Realitza un intercanvi dels dos qubits. |
| Porta Intercanvi d'arrel                 | {\displaystyle {\begin{pmatrix}1&0&0&0\\0&{\frac {1}{2}}(1+i)&{\frac {1}{2}}(1-i)&0\\0&{\frac {1}{2}}(1-i)&{\frac {1}{2}}(1+i)&0\\0&0&0&1\end{pmatrix}}} |        | - Dues entrades/dues sortides. - Porta universal que realitza un mig intercanvi dels dos qubits. |
| Porta Z controlada                       | {\displaystyle {\left\|11\right\rangle }\to -{\left\|11\right\rangle }} |        | - Dues entrades/dues sortides. |
| Porta Fase controlada                    | {\displaystyle {\left\|11\right\rangle }\to e^{\frac {2i\pi }{2^{k}}}\cdot {\left\|11\right\rangle }} |        | - Dues entrades/dues sortides. - Es pot escollir el paràmetre {\displaystyle k} |
| Porta U controlada                       | {\displaystyle \left\|0\phi \right\rangle \to \left\|0\phi \right\rangle }{\displaystyle \left\|1\phi \right\rangle \to \left\|1\right\rangle {\begin{pmatrix}a&b\\c&d\end{pmatrix}}\cdot \left\|\phi \right\rangle }                                                      |        | - Dues entrades/dues sortides. - Realitza la matriu U si el primer qubit és "1", altrament no fa res. |
| Porta de transformació unitària genèrica | {\displaystyle \left\|\psi \right\rangle \to U\cdot \left\|\psi \right\rangle } |        | - Dues entrades/dues sortides. - Matriu arbitrària. |

## Porta quàntica amb 3 entrades
| Nom           | Matriu | Símbol | Descripció                     |
| ------------- | --- | ------ | ------------------------------ |
| Porta Toffoli | {\displaystyle \left\|111\right\rangle \leftrightarrow \left\|110\right\rangle } {\displaystyle \left\|0yx\right\rangle \leftrightarrow \left\|0yx\right\rangle } {\displaystyle \left\|10x\right\rangle \leftrightarrow \left\|10x\right\rangle } {\displaystyle {\begin{pmatrix}1&0\\1&1\end{pmatrix}}\cdot {\begin{pmatrix}x\\y\end{pmatrix}}={\begin{pmatrix}x\\x\oplus y\end{pmatrix}}} |        | - Tres entrades/tres sortides. |
| Porta Fredkin | {\displaystyle \left\|001\right\rangle \leftrightarrow \left\|010\right\rangle }{\displaystyle \left\|010\right\rangle \leftrightarrow \left\|001\right\rangle }{\displaystyle \left\|101\right\rangle \leftrightarrow \left\|101\right\rangle }{\displaystyle \left\|110\right\rangle \leftrightarrow \left\|110\right\rangle }…                                                            |        | - Tres entrades/tres sortides. |
| Porta Deutsch | {\displaystyle \|11x\rangle \rightarrow \|11(1-x)\rangle \cdot \sin(\theta )+i\cdot \|11x\rangle \cdot \cos(\theta )} |        | - Tres entrades/tres sortides. |